# Gertrud Bäumer
Gertrud Bäumer (ur. 12 września 1873 w Hohenlimburg, ob. Hagen, zm. 25 marca 1954 w Bielefeld) – niemiecka działaczka ruchu kobiet, kobieta polityk, pisarka.

## Życiorys
Z zawodu była nauczycielką. Pochodziła z rodziny pastorów a z powodu śmierci ojca wychowywała się w trudnych warunkach materialnych. Od 1892 należała do Ogólnoniemieckiego Związku Nauczycielek, w którego zarządzie działała od 1901. Mimo trudności, jakie wówczas czyniono kobietom, chcącym studiować, ukończyła w 1908 studia w Berlinie.
W czasie studiów zapoznała się z Heleną Lange, jedną z przywódczyń ruchu kobiet. Zaangażowała się wówczas po stronie sufrażystek, rozwijając działalność publicystyczną. Działała w Federacji Niemieckich Związków Kobiet (Bund Deutscher Frauenvereine), którego w 1910 została wybrana przewodniczącą. Trwała na stanowisku przez okres wojny aż do 1919. Organizowała pomoc społeczną, żywnościową, a także koordynowała dobrowolne zatrudnianie kobiet w przemyśle i gospodarce. Zajmowała się sprawami opieki społecznej. Prowadziła czasopismo "Die Frau". Wraz z Marie Baum zorganizowała w 1916 Instytut Społeczno-Pedagogiczny w Hamburgu (Sozialpädagogische Institut).
Światopoglądowo była bliska liberalizmowi. Blisko współpracowała z Friedrichem Naumannem. Redagowała jego czasopismo "Die Hilfe". Angażowała się politycznie. Po zniesieniu w Prusach zakazu wstępowania kobiet do partii politycznych, wraz z Heleną Lange przystąpiła do "Freisinnigen Vereinigung", a potem Partii Postępowej (FVP). W 1919 zakładała wraz z Naumannem i Theodorem Heussem Niemiecką Partię Demokratyczną (DDP - "Deutsche Demokratische Partei"). Do 1930 była trzykrotną przewodniczącą ugrupowania. W 1919 zasiadała w Zgromadzeniu Narodowym, a do 1932 w Reichstagu.
W 1925 była współzałożycielką (wraz z Marie Johanną Baum, Alice Salomon i Marianne Weber) Die Deutsche Akademie für soziale und pädagogische Frauenarbeit (Instytutu Do Spraw Udziału Kobiet W Działalności Zawodowej i Społecznej) w Berlinie. 
Obejmowała także wyższe funkcje rządowe. W 1920 została zatrudniona w Ministerstwie Spraw Wewnętrznych jako radca stanu ds. młodzieży i szkolnictwa. Od 1926 do 1933 była delegatką Niemiec przy Lidze Narodów.
W 1933 padła ofiarą prześladowań ze strony nazistów. Zwolniono ją z zajmowanych stanowisk, pozbawiono prawa wykonywania zawodu i zakazano występowania publicznie. Latem tego samego roku napisała autobiografię Lebensweg durch eine Zeitenwende. W 1934 wyprowadziła się z Berlina na Śląsk. Mimo szykan występowała z odczytami w kołach związanych z kościołem ewangelickim.